# Nanu Oya
Nanu Oya est une localité du Sri Lanka située dans le district de Nuwara Eliya et la Province du Centre.

## La gare de Nanu Oya
- Sa gare dessert la ville de Nuwara Eliya, distante de dix kilomètres[1].
- La ligne de chemin de fer reliant Colombo à l'intérieur du pays, ouverte en 1854, a été étendue progressivement. Elle a atteint Nanu Oya en 1885[2].

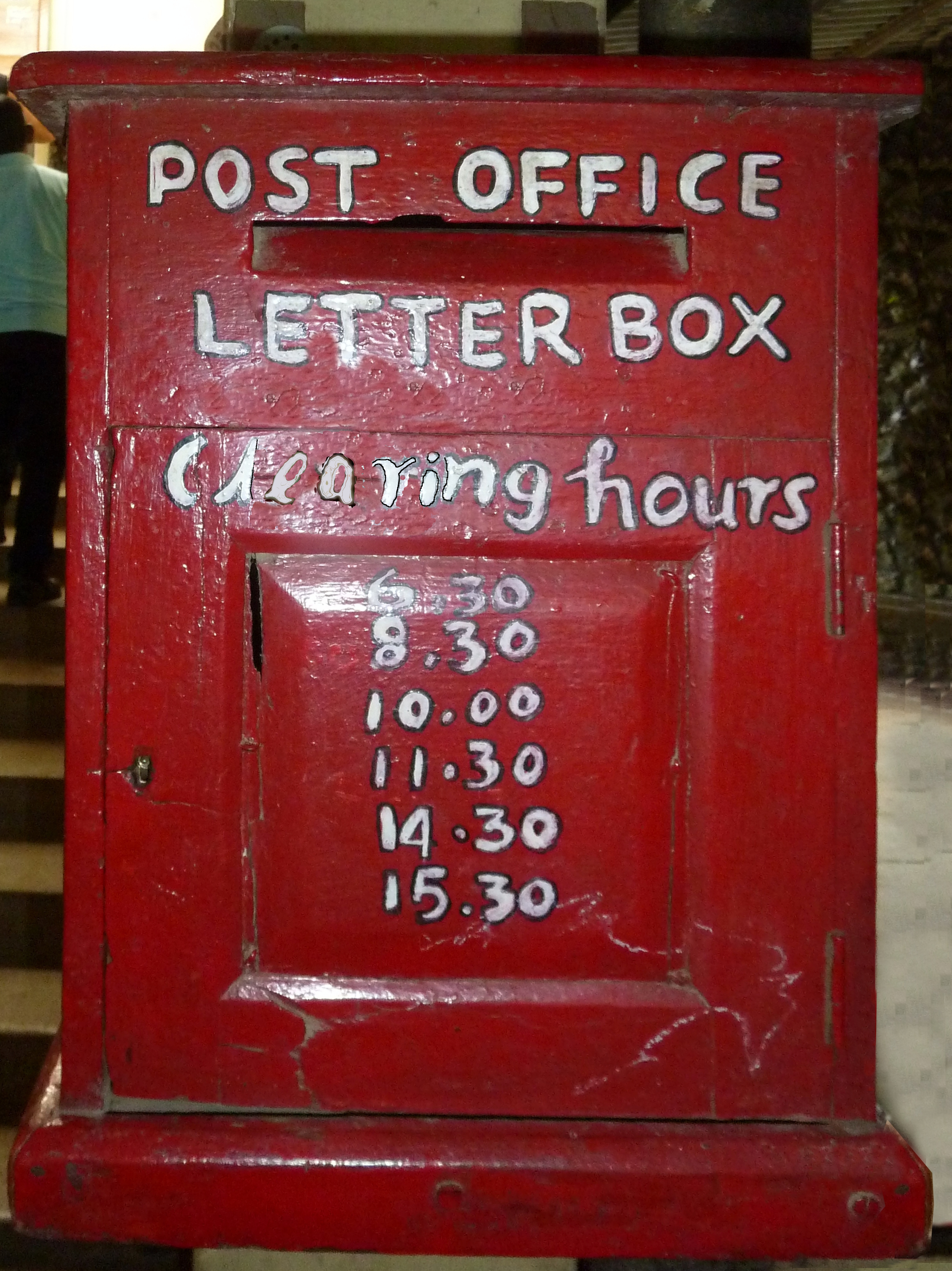
Boîte aux lettres dans la gare.
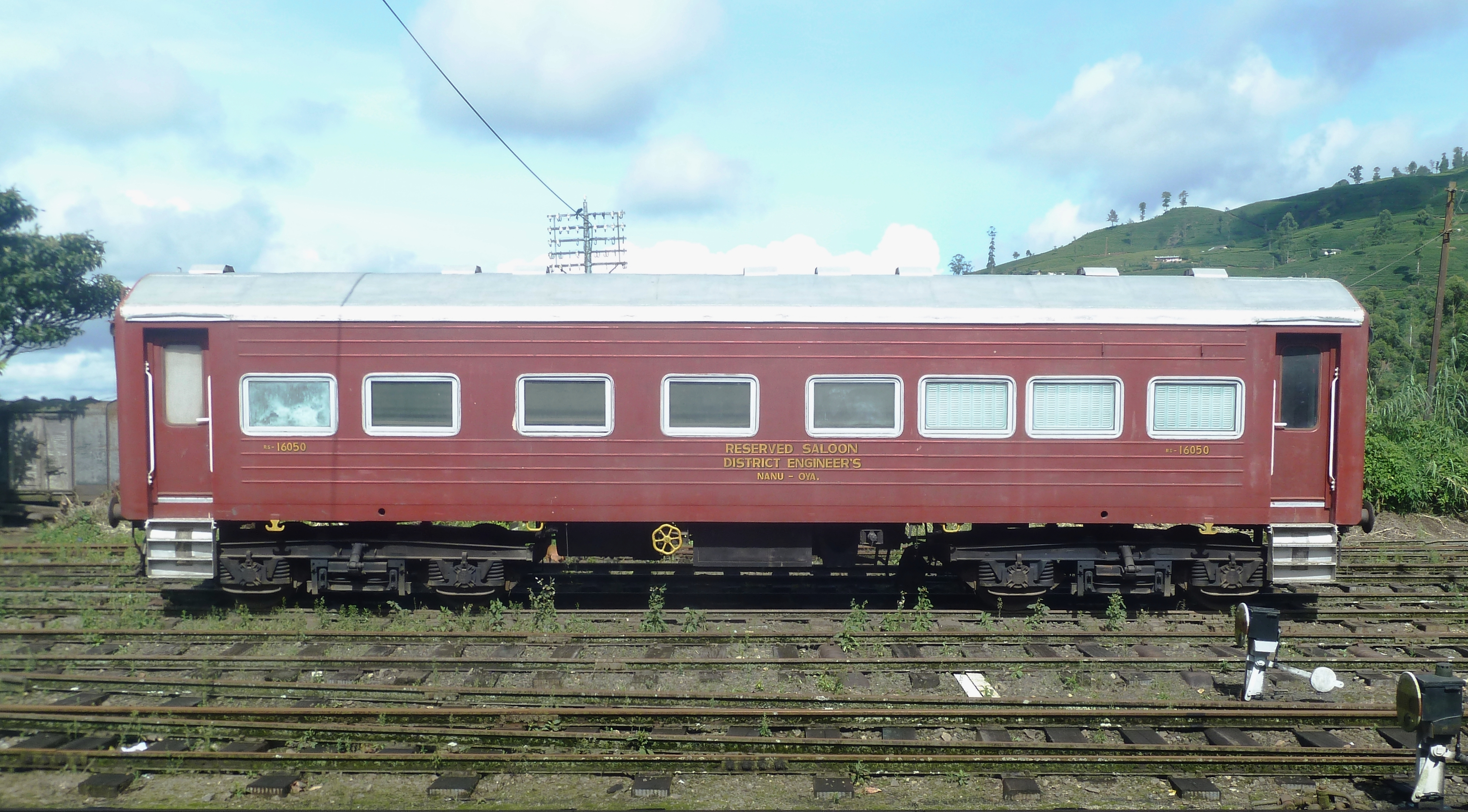
Voiture réservée aux ingénieurs.
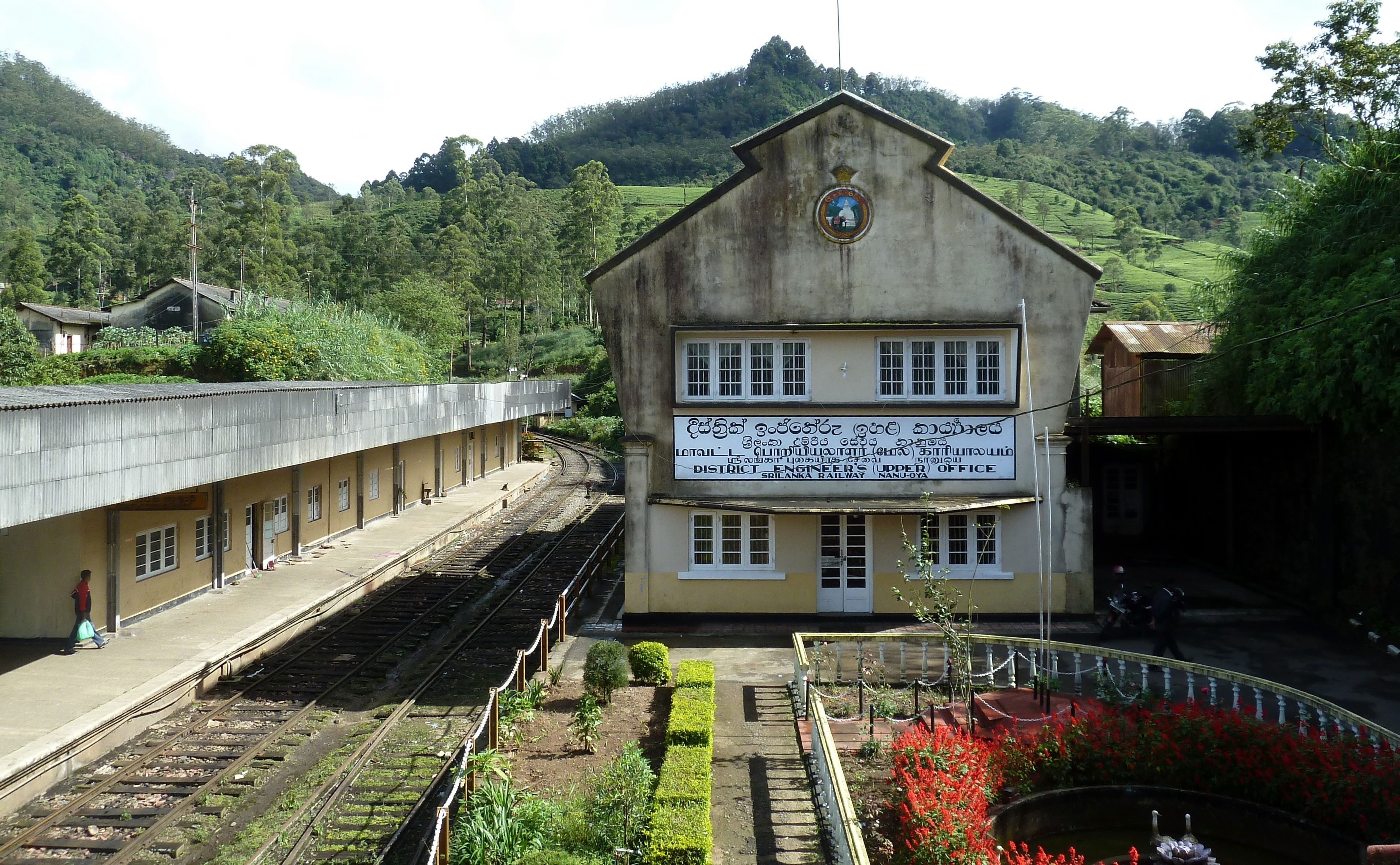
Vue générale de la gare.